# Georgenberg

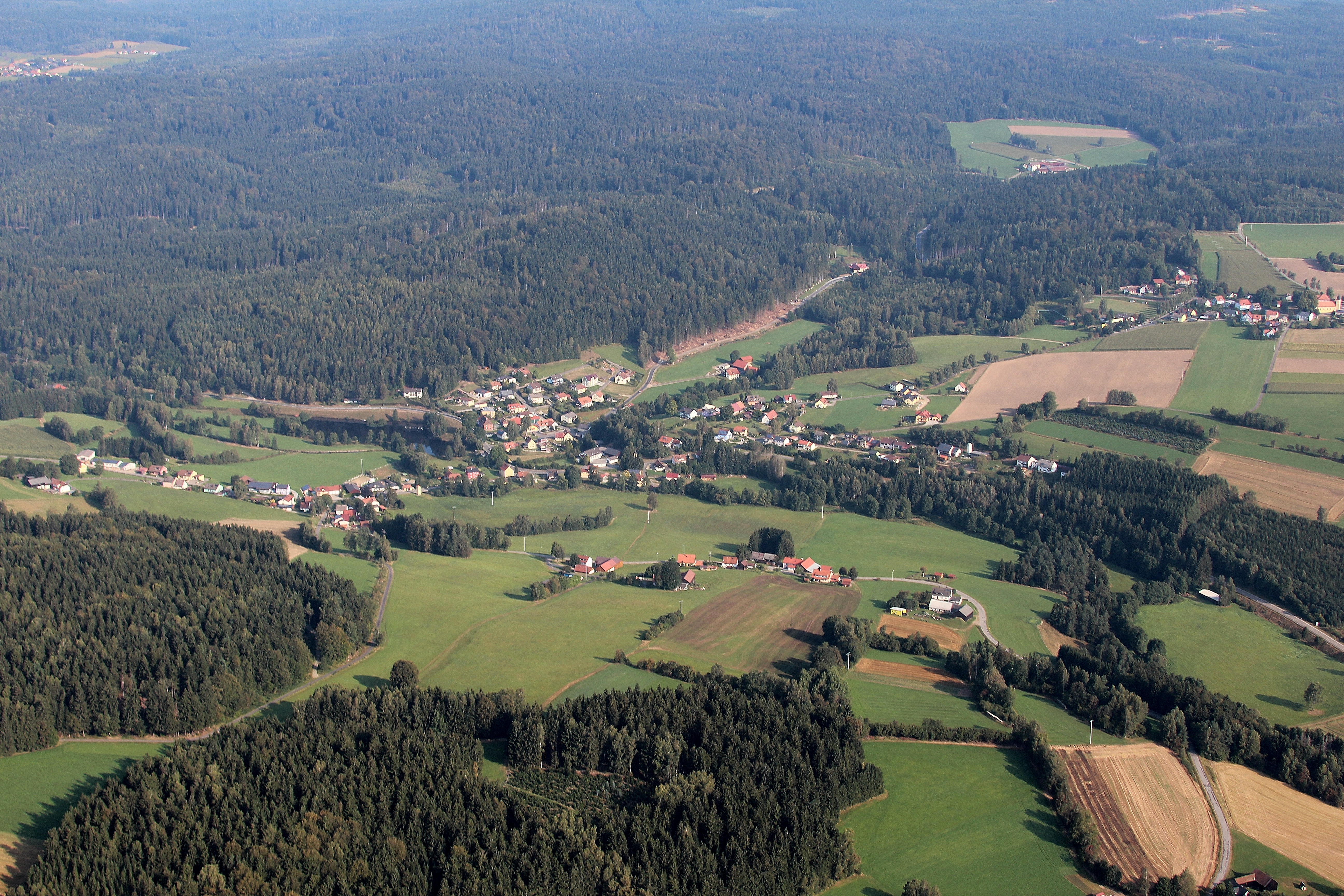
Georgenberg (2016)

Georgenberg ist eine Gemeinde im Oberpfälzer Landkreis Neustadt an der Waldnaab an der Grenze zu Tschechien, sie ist ein Mitglied der Verwaltungsgemeinschaft Pleystein.

## Geografie

### Geografische Lage
Die Gemeinde liegt direkt an der Grenze zu Böhmen im Naturpark Oberpfälzer Wald, der Höhen bis 700 m erreicht. Die tschechische Nachbargemeinde ist Lesná (Schönwald).

### Gemeindegliederung
Es gibt 32 Gemeindeteile (in Klammern ist der Siedlungstyp angegeben):
- Brünst (Weiler)
- Danzermühle (Einöde)
- Danzerschleif (Einöde)
- Dimpfl (Dorf)
- Faislbach (Dorf)
- Galsterlohe (Weiler)
- Gehenhammer (Weiler)
- Georgenberg (Dorf)
- Hagenhaus (Weiler)
- Hammermühle (Weiler)
- Hinterbrünst (Dorf)
- Krautwinkl (Einöde)
- Kühtränk (Einöde)
- Leßlohe (Dorf)
- Lösselberg (Weiler)
- Lösselmühle (Weiler)
- Neudorf (Dorf)
- Neuenhammer (Kirchdorf)
- Neukirchen zu St. Christoph (Pfarrdorf)
- Oberbernlohe (Weiler)
- Oberrehberg (Siedlung)
- Papiermühle (Einöde)
- Prollermühle (Einöde)
- Rehlohe (Einöde)
- Schmidtlerschleif (Einöde)
- Schwanhof (Dorf)
- Unterbernlohe (Einöde)
- Unterrehberg (Siedlung)
- Vorder-Waldheim (Weiler)
- Waffenschmiede (Einöde)
- Waldheim (Weiler)
- Waldkirch (Kirchdorf)

Es gibt die Gemarkungen Bernrieth, Brünst, Dimpfl, Georgenberg, Neudorf, Reinhardsrieth und Waldkirch.
| Name Gemeinde/Ort            | amtliche Bezeichnung | Einwohnerzahl (2011/2012) |
| Georgenberg                  | Gemeinde             | 1309 Einwohner(2021)      |
| ---------------------------- | -------------------- | ------------------------- |
| Neunkirchen zu St. Christoph | Pfarrdorf            |                           |
| Neuenhammer                  | Kirchdorf            |                           |
| Waldkirch                    | Kirchdorf            |                           |
| Brünst                       | Dorf                 |                           |
| Dimpfl                       | Dorf                 | 74 Einwohner              |
| Faislbach                    | Dorf                 |                           |
| Georgenberg                  | Dorf                 |                           |
| Hinterbrünst                 | Dorf                 |                           |
| Leßlohe                      | Dorf                 |                           |
| Neudorf                      | Dorf                 |                           |
| Schwanhof                    | Dorf                 |                           |
| Oberrehberg                  | Siedlung             |                           |
| Unterrehberg                 | Siedlung             |                           |
| Galsterlohe                  | Weiler               |                           |
| Gehenhammer                  | Weiler               |                           |
| Hagenhaus                    | Weiler               |                           |
| Hammermühle                  | Weiler               |                           |
| Lösselberg                   | Weiler               |                           |
| Lösselmühle                  | Weiler               |                           |
| Oberbernlohe                 | Weiler               |                           |
| Vorder-Waldheim              | Weiler               |                           |
| Waldheim                     | Weiler               |                           |
| Danzermühle                  | Einöde               |                           |
| Danzerschleif                | Einöde               |                           |
| Krautwinkl                   | Einöde               |                           |
| Kühtränk                     | Einöde               |                           |
| Papiermühle                  | Einöde               |                           |
| Prollermühle                 | Einöde               |                           |
| Rehmühle                     | Einöde               |                           |
| Schmidtlerschleif            | Einöde               |                           |
| Unterbernlohe                | Einöde               |                           |
| Waffenschmiede               | Einöde               |                           |
|                              |                      |                           |

## Geschichte

### Bis zur Gemeindegründung
Seit der Mitte des 16. Jahrhunderts war Georgenberg in der Herrschaft Waldthurn eine erbuntertänige Ortschaft der gefürsteten Reichsgrafschaft Störnstein unter den Fürsten Lobkowitz und kam nach der Rheinbundakte von 1806 durch Kauf zum Königreich Bayern. Im Jahr 1848 endete die Erbuntertänigkeit der Bewohner. Im Zuge einer Verwaltungsreform entstand mit dem Gemeindeedikt von 1818 die Gemeinde Georgenberg.

### Eingemeindungen
Im Oktober 1970 gab es eine Abstimmung im Rahmen einer Gebietsreform. Im Zuge der Gebietsreform in Bayern wurden am 1. Januar 1971 die Gemeinden Brünst, Dimpfl, Neudorf und Waldkirch in die Gemeinde Georgenberg eingegliedert. Gebietsteile der aufgelösten Gemeinde Bernrieth kamen am 1. Januar 1972 hinzu. Gebietsteile der aufgelösten Gemeinde Reinhardsrieth folgten am 1. Juli 1976.

### Ortsteilnamen
Der Gemeinderat hatte mit Wirkung vom 1. September 1995 die Aufhebung der Ortsteile Bernlohe, Rehberg, Schweizerhof und die Einführung der neuen Ortsteilnamen Waffenschmiede, Danzerschleif und Danzermühle beschlossen. Bernlohe wurde geteilt in Oberbernlohe und Unterbernlohe, Rehberg in Unterrehberg und Oberrehberg. Die Häuser im Schweizerhof erhielten den Straßennamen Schweizerhof.

### Einwohnerentwicklung
Auf dem Gemeindegebiet wohnten:
| Jahr      | 1840 | 1871 | 1900 | 1925 | 1939 | 1950 | 1961 | 1970 | 1987 | 1991 | 1995 | 2000 | 2005 | 2010 | 2015 | 2020 |
| Einwohner | 1629 | 1787 | 1734 | 1826 | 1753 | 2154 | 1791 | 1610 | 1508 | 1585 | 1552 | 1447 | 1462 | 1416 | 1345 | 1307 |

Zwischen 1988 und 2018 sank die Einwohnerzahl von 1509 auf 1333 um 176 Einwohner bzw. um 11,7 %.

## Politik

### Gemeinderat
Die Gemeinderatswahl 2020 ergab folgende Stimmenanteile und Sitzverteilung:
| Partei/Liste                       | %      | Sitze  |
| ---------------------------------- | ------ | ------ |
| CSU                                | 36,4   | 5      |
| Freie Wähler                       | 24,8   | 3      |
| Unabhängige Bürger Waldkirch (UBW) | 11,5   | 1      |
| Bürgerliste Georgenberg (BLG)      | 27,2   | 3      |
| Gesamt                             | 100    | 12     |
| Wahlbeteiligung                    | 78,4 % | 78,4 % |

### Bürgermeister
Erster Bürgermeister ist Wolfgang Bock (CSU). Er wurde im Jahr 2025 Nachfolger von Marina Hirnet (CSU).

### Wappen
| Wappen von Georgenberg | Blasonierung: „Gespalten und vorne geteilt; oben in Rot eine silberne Zinnenmauer, unten in Blau drei zwei zu eins gestellte sechsstrahlige goldene Sterne, hinten über grünem Dreiberg in Silber ein roter Drache mit goldenem Schwert im aufgerissenen Maul.“ |
| Wappen von Georgenberg | Wappenbegründung: Der Drache mit Schwert ist ein Symbol für den heiligen Georg und redet in Verbindung mit dem grünen Dreiberg für den Ortsnamen. Diese Figur verweist zugleich auf die Gründung von Georgenberg um 1600 durch Georg Christoph von Wirsberg und dessen Namenspatron, den heiligen Georg. Die weiße Zinnenmauer auf rotem Grund ist vom Familienwappen der Wirsberger hergeleitet, die 1540 die ehemalige Herrschaft Waldthurn erwarben, zu der das Gemeindegebiet gehörte. Die Waldthurner Linie der Wirsberger starb 1647 aus. Kaiser Ferdinand III. verkaufte die Herrschaft Waldthurn, die böhmisches Lehen war, 1656 an die Fürsten von Lobkowitz, die von 1666 bis 1807 die volle Landeshoheit innehatten. An die Lobkowitz erinnern die drei goldenen Sterne in Blau. Dieses Wappen wird seit 1982 geführt. |

## Verkehr
Das Gemeindegebiet liegt unweit der A 6 (Anschlussstelle Waidhaus) entfernt; nach Nürnberg sind es etwa 100, nach Prag etwa 170 Kilometer.

## Natur
- Das Naturschutzgebiet Niedermoorgebiet bei Georgenberg an der tschechischen Grenze

## Persönlichkeiten
- Reinhold Ortner (1930–2024), Pädagoge
- Brigitte Traeger (* 1973), Sängerin der volkstümlichen Musik

## Bilder

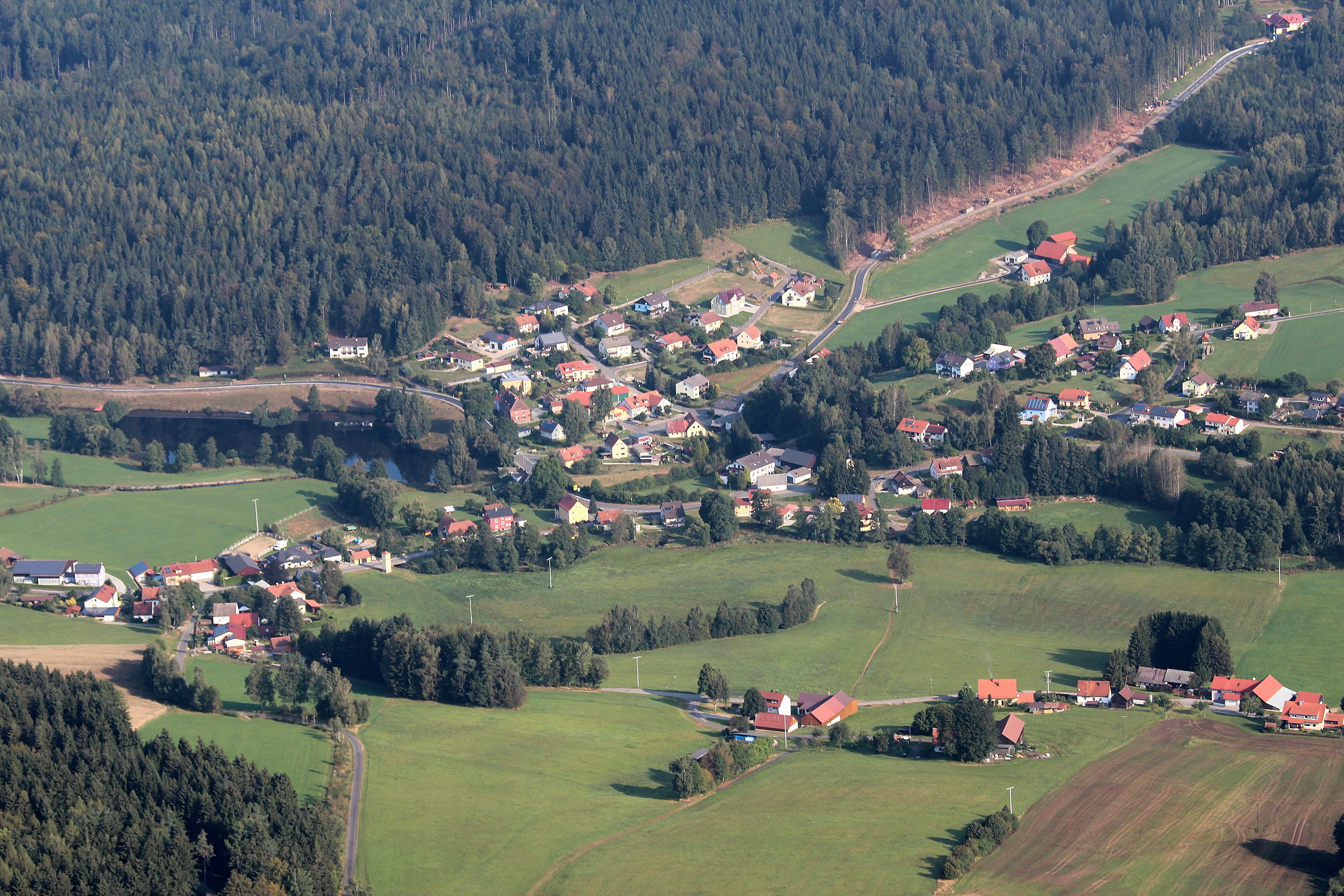
Georgenberg, Faislbach (2016)
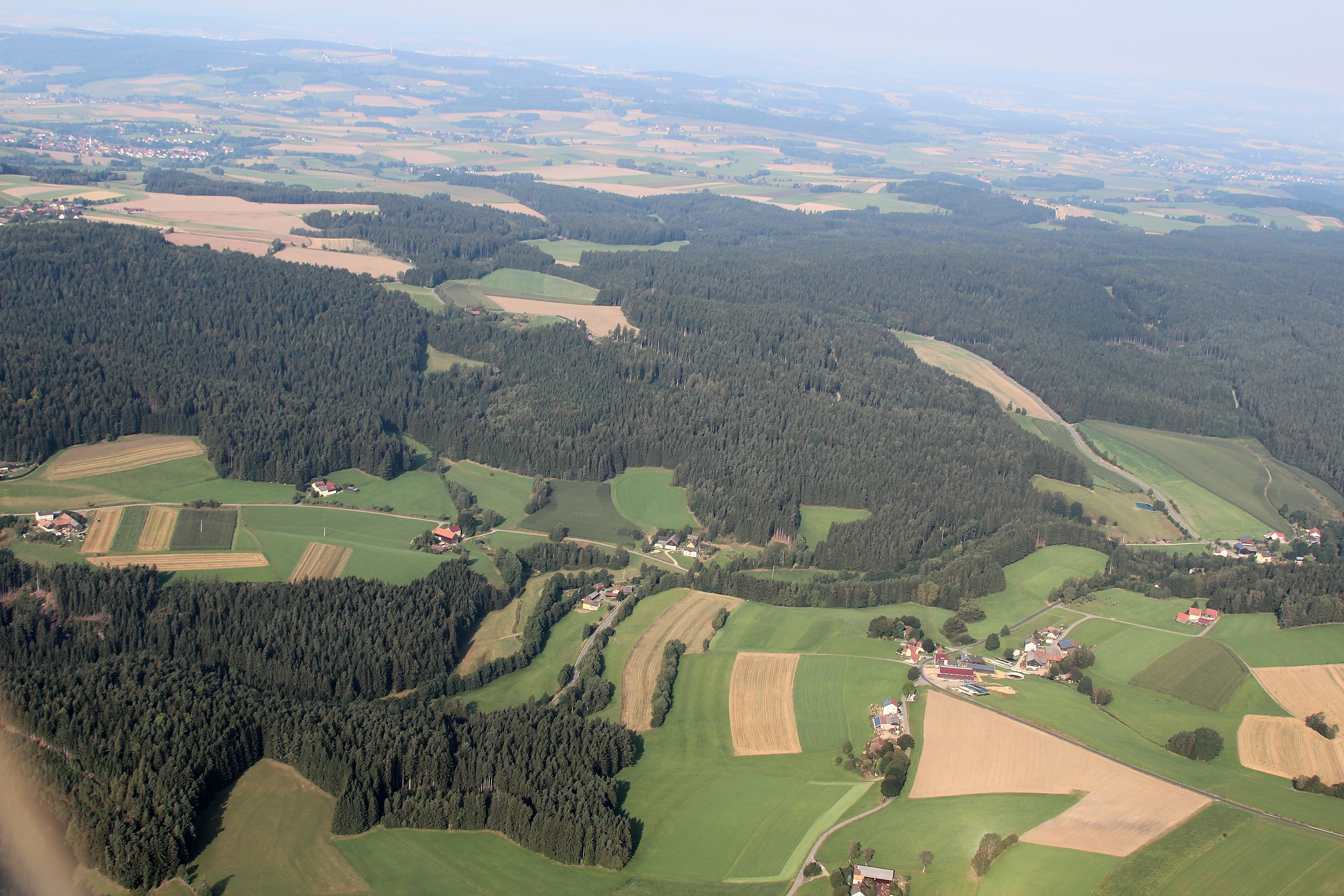
Hammermühle, Prollermühle (2016)
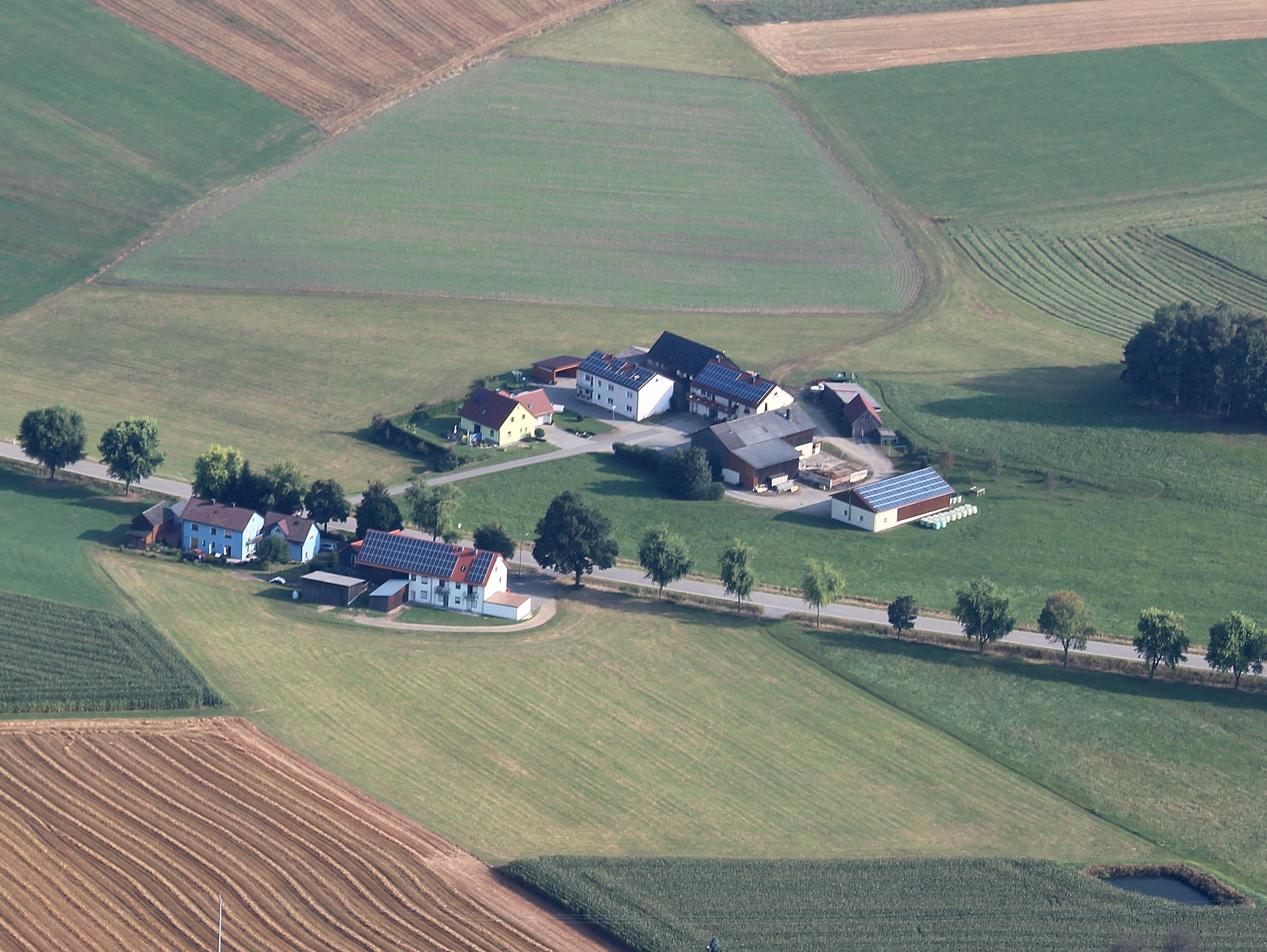
Hinterbrünst (2016)
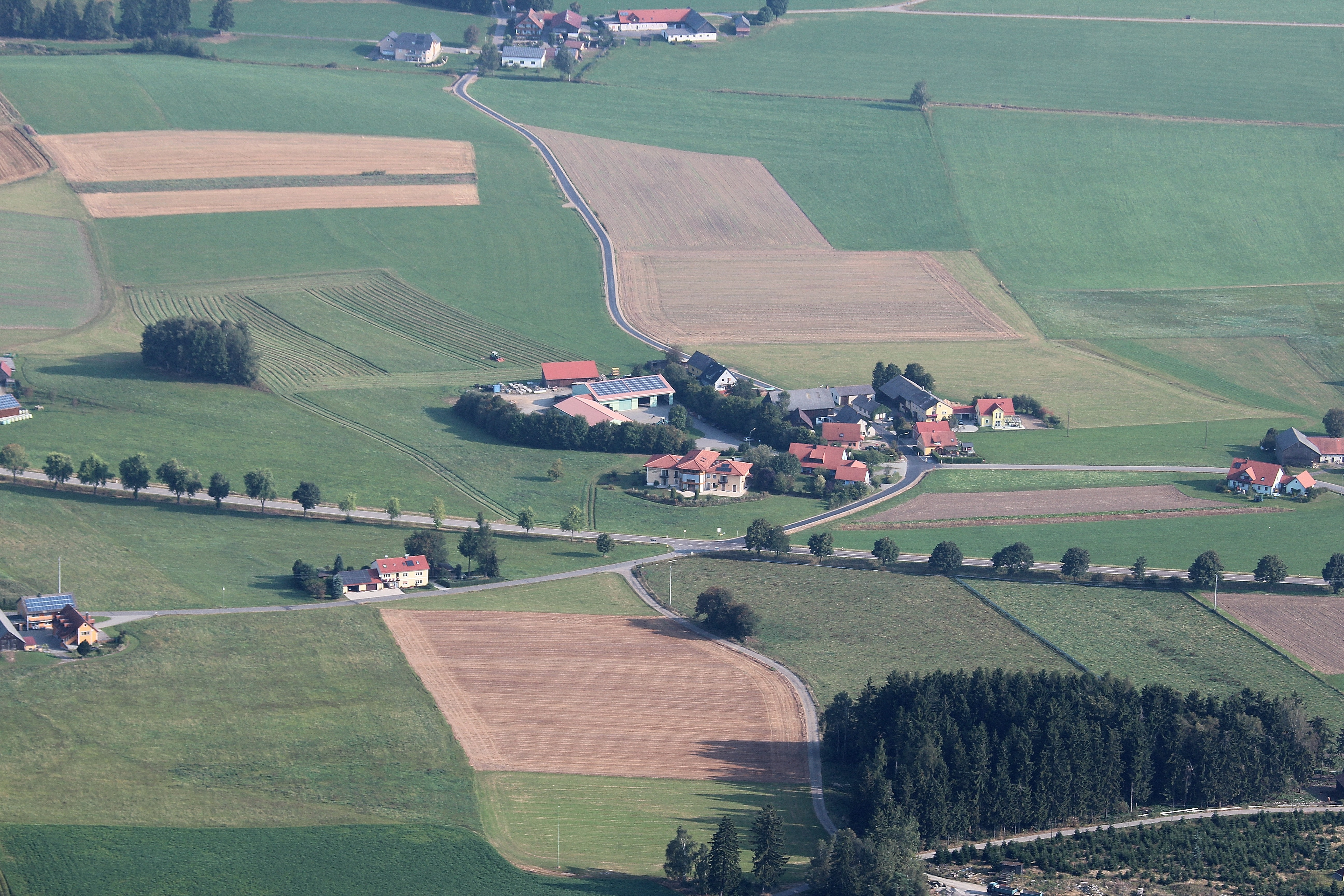
Leßlohe, Hagenhaus(2016)